# Даніел Браганса
Даніе́л Са́нтуш Брага́нса (порт. Daniel Santos Bragança; нар. 27 травня 1999, Фазендаш-де-Алмейрін) — португальський футболіст, півзахисник клубу «Спортінг».

## Клубна кар'єра

### «Спортінг»
Вихованець футбольної академії лісабонського «Спортінга», до якої приєднався 2007 року.

#### Оренда у «Фаренсе»
11 січня 2019 року продовжив контракт зі «Спортінгом» до 2025 року та на правах оренди перейшов у «Фаренсе» до кінця сезону. 19 січня дебютував за нову команду в матчі Другої ліги проти «Фамалікана». 14 квітня 2019 року в поєдинку проти клубу «Ештуріл-Прая» забив свій перший гол за «Фаренсе». Всього за час оренди провів 16 матчів, відзначивщись двома м'ячами.

#### Оренда в «Ештуріл»
9 серпня 2019 року відправився в сезонну оренду в клуб Другої ліги «Ештуріл-Прая». 18 серпня дебютував за «Ештуріл» у матчі проти своєї колишньої команди «Фаренсе», вийшовши в стартовому складі. 1 вересня 2019 року в поєдинку проти «Варзіна» забив свій перший гол за клуб. Після закінчення оренди, за період якої провів 20 матчів та забив 4 голи, повернувся у «Спортінг».

#### Повернення у «Спортінг»
24 вересня 2020 року дебютував в основному складі «Спортінга» в матчі кваліфікації Ліги Європи УЄФА проти шотландського «Абердіна», вийшовши на заміну Венделу. 27 вересня в поєдинку проти клубу «Пасуш-де-Феррейра» дебютував у португальській Прімейра-лізі. В своєму дебютному сезоні провів 25 матчів за «Спортінг», допомігши команді виграти перше за 19 років чемпіонство, а також Кубок португальської ліги.
15 вересня 2021 року в матчі групового етапу проти амстердамського «Аякса» дебютував в Лізі чемпіонів УЄФА. 12 жовтня того ж року продовжив контракт з клубом до 2025 року. 18 грудня 2021 року в поєдинку Прімейра-ліги проти «Жил Вісенте» забив свій перший гол за «Спортінг».
27 травня 2023 року продовжив контракт зі «Спортінгом» до 2027 року.
6 квітня 2024 року матч Прімейра-ліги проти «Бенфіки» став для нього ювілейним, 100-м, в складі «Спортінга». В сезоні 2023–24 став чемпіоном Португалії, а також дійшов з командою до фіналу Кубка Португалії, в якому «Спортінг» поступився «Порту».
1 жовтня 2024 року в матчі загального етапу Ліги чемпіонів проти нідерландського ПСВ забив свій перший гол в єврокубках. 15 лютого 2025 року в поєдинку Прімейра-ліги проти «Ароуки» зазнав травми (розрив хрестоподібної зв'язки), через яку вибув до кінця сезону.

## Кар'єра в збірній
Виступав за збірні Португалії до 18, до 20 і до 21 року. 2021 року в складі збірної до 21 року виступав на молодіжному чемпіонаті Європи, що проходив в Угорщині та Словенії. На турнірі провів 4 матчі та дійшов з командою до фіналу, де португальці мінімально поступились німцям (0-1).

## Статистика виступів
Станом на 15 лютого 2025
| Клуб              | Сезон             | Чемпіонат         | Чемпіонат | Чемпіонат | Кубок | Кубок | Кубок ліги | Кубок ліги | Єврокубки | Єврокубки | Інші  | Інші | Всього | Всього |
| Клуб              | Сезон             | Дивізіон          | Матчі     | Голи      | Матчі | Голи  | Матчі      | Голи       | Матчі     | Голи      | Матчі | Голи | Матчі  | Голи   |
| ----------------- | ----------------- | ----------------- | --------- | --------- | ----- | ----- | ---------- | ---------- | --------- | --------- | ----- | ---- | ------ | ------ |
| → Фаренсе         | 2018–19           | Сегунда-ліга      | 16        | 2         | —     | —     | —          | —          | —         | —         | —     | —    | 16     | 2      |
| → Ештуріл         | 2019–20           | Сегунда-ліга      | 20        | 4         | 2     | 0     | —          | —          | —         | —         | —     | —    | 22     | 4      |
| Спортінг          | 2020–21           | Прімейра-ліга     | 21        | 0         | 1     | 0     | 2          | 0          | 1         | 0         | 0     | 0    | 25     | 0      |
| Спортінг          | 2021–22           | Прімейра-ліга     | 26        | 2         | 4     | 0     | 1          | 0          | 5         | 0         | 0     | 0    | 36     | 2      |
| Спортінг          | 2023–24           | Прімейра-ліга     | 28        | 3         | 7     | 1     | 3          | 1          | 9         | 0         | —     | —    | 47     | 5      |
| Спортінг          | 2024–25           | Прімейра-ліга     | 18        | 3         | 2     | 0     | 0          | 0          | 8         | 1         | 1     | 0    | 29     | 4      |
| Спортінг          | Всього            | Всього            | 93        | 8         | 14    | 1     | 6          | 1          | 23        | 1         | 1     | 0    | 137    | 11     |
| Всього за кар'єру | Всього за кар'єру | Всього за кар'єру | 129       | 14        | 16    | 1     | 6          | 1          | 23        | 1         | 1     | 0    | 175    | 17     |

1. 1 2  Матчі в Лізі Європи УЄФА
2. 1 2  Матчі в Лізі чемпіонів УЄФА
3. ↑  Матчі в Суперкубку Португалії

## Досягнення
«Спортінг»
- Чемпіон Португалії (3): 2020–21[25], 2023–24[26], 2024–25[27]
- Володар Кубка Португалії: 2024–25[28]
- Володар Кубка португальської ліги (2): 2020–21[29], 2021–22
- Володар Суперкубка Португалії: 2021